# Воротынский район
Вороты́нский райо́н — административно-территориальное образование (район) в Нижегородской области России. В рамках организации местного самоуправления ему соответствует городской округ Вороты́нский (в 200—2019 годах — Воротынский муниципальный район). Административный центр — рабочий посёлок Воротынец.

## География
Воротынский район расположен в восточной части Нижегородской области, граничит с Воскресенским, Лысковским, Спасским, Пильнинским районами Нижегородской области, а также с республиками Чувашией и Марий Эл.
Рекой Волгой район разбивается на две части: левобережную с большими лесными массивами, преимущественно хвойными и правобережную — лесостепную.
Площадь района составляет 1936 км2 или 193 600 гектар. Из них лесами занято — 96 500 гa или 49,9 % всей территории района, сельскохозяйственными угодьями — 57 100 га, в том числе пашней — 41 600 га. Из месторождений полезных ископаемых на территории района имеются месторождения торфа.

## История
Район был образован в 1929 году, когда началось образование районов вместо уездов. Ранее он входил в состав Лысковского уезда.
15 ноября 1957 года к Воротынскому району была присоединена часть территории упразднённого Курмышского района.

## Население
| 1939    | 1959    | 1970    | 1979    | 1989    | 2002    | 2003    | 2008    | 2009    |
| ------- | ------- | ------- | ------- | ------- | ------- | ------- | ------- | ------- |
| 48 806  | ↘47 703 | ↘38 017 | ↘29 815 | ↘26 230 | ↘21 844 | ↗23 500 | ↘20 119 | ↘19 832 |
| 2010    | 2011    | 2012    | 2013    | 2014    | 2015    | 2016    | 2017    | 2018    |
| ↘19 411 | ↘19 282 | ↘19 195 | ↗19 327 | ↗19 343 | ↘19 011 | ↘18 733 | ↘18 492 | ↘18 262 |
| 2019    | 2020    | 2021    |         |         |         |         |         |         |
| ↘18 025 | ↘17 666 | ↘14 143 |         |         |         |         |         |         |

### Урбанизация
Городское население (рабочие посёлки Васильсурск и Воротынец) составляет 46,14 % от всего населения района.

### Национальный состав
Основная часть населения — русские (92 %), есть большие национальные группы чувашей (4,6 %) и марийцев (0,6 %).

## Административно-территориальное устройство
В Воротынский район, с точки зрения административно-территориального устройства области, входят 11 административно-территориальных образований, в том числе 2 рабочих посёлка и 9 сельсоветов.
| №  | Административно- территориальное образование | Административный центр      | Количество населённых пунктов | Население (чел.) | Площадь (км²) |
| -- | -------------------------------------------- | --------------------------- | ----------------------------- | ---------------- | ------------- |
| 1  | Рабочий посёлок Васильсурск                  | рабочий посёлок Васильсурск | 2                             | ↘1064            | 17,27         |
| 2  | Рабочий посёлок Воротынец                    | рабочий посёлок Воротынец   | 1                             | ↘6136            | 76,37         |
| 3  | Белавский сельсовет                          | село Белавка                | 2                             | ↘904             | 101,72        |
| 4  | Каменский сельсовет                          | село Каменка                | 2                             | ↘1123            | 442,99        |
| 5  | Красногорский сельсовет                      | посёлок Красная Горка       | 8                             | ↘1000            | 113,87        |
| 6  | Михайловский сельсовет                       | село Михайловское           | 2                             | ↘1605            | 529,40        |
| 7  | Огнёв-Майданский сельсовет                   | село Огнёв-Майдан           | 9                             | ↘1076            | 98,13         |
| 8  | Отарский сельсовет                           | село Отары                  | 8                             | ↘916             | 67,13         |
| 9  | Семьянский сельсовет                         | село Семьяны                | 12                            | ↘1412            | 148,60        |
| 10 | Фокинский сельсовет                          | село Фокино                 | 5                             | ↘1855            | 91,44         |
| 11 | Чугуновский сельсовет                        | село Чугуны                 | 7                             | ↘934             | 87,96         |

В рамках организации местного самоуправления в 2006—2019 гг. в существовавший в этот период Воротынский муниципальный район входили соответственно 11 муниципальных образований, в том числе 2 городских поселения и 9 сельских поселений.
В апреле 2019 года все городские и сельские поселения были упразднены и объединены в единое муниципальное образование городской округ Воротынский.
Воротынский район как административно-территориальное образование сохраняет свой статус.

## Населёные пункты
В Воротынском районе (городском округе) 58 населённых пунктов, в том числе два посёлка городского типа (рабочих посёлка) и 56 сельских населённых пункта.
| №  | Населённый пункт | Тип             | Население | Административно- территориальное образование |
| -- | ---------------- | --------------- | --------- | -------------------------------------------- |
| 1  | Васильсурск      | рабочий посёлок | ↘676      | рабочий посёлок Васильсурск                  |
| 2  | Воротынец        | рабочий посёлок | ↘5849     | рабочий посёлок Воротынец                    |
| 3  | Агрофенино       | деревня         | ↘0        | Семьянский сельсовет                         |
| 4  | Александровка    | деревня         | ↘98       | Семьянский сельсовет                         |
| 5  | Алексеевский     | посёлок         | ↘87       | Чугуновский сельсовет                        |
| 6  | Ахпаевка         | село            | ↘211      | Красногорский сельсовет                      |
| 7  | Белавка          | село            | ↗733      | Белавский сельсовет                          |
| 8  | Белогорка        | деревня         | ↘86       | Фокинский сельсовет                          |
| 9  | Берёзов Майдан   | село            | ↘268      | Белавский сельсовет                          |
| 10 | Быковка          | село            | ↘244      | Красногорский сельсовет                      |
| 11 | Варварино        | деревня         | ↘147      | Чугуновский сельсовет                        |
| 12 | Елвашка          | село            | ↘157      | Огнёв-Майданский сельсовет                   |
| 13 | Ивановка         | село            | ↘78       | Семьянский сельсовет                         |
| 14 | Казанский        | посёлок         | ↘12       | Отарский сельсовет                           |
| 15 | Калиновец        | посёлок         | ↗72       | Отарский сельсовет                           |
| 16 | Калитка          | деревня         | ↘31       | Чугуновский сельсовет                        |
| 17 | Каменка          | село            | ↘469      | Каменский сельсовет                          |
| 18 | Карповка         | деревня         | ↘2        | Фокинский сельсовет                          |
| 19 | Кекино           | село            | ↘207      | Семьянский сельсовет                         |
| 20 | Красная Горка    | посёлок         | ↘521      | Красногорский сельсовет                      |
| 21 | Красные Языки    | посёлок         | ↘0        | Огнёв-Майданский сельсовет                   |
| 22 | Красный Восток   | посёлок         | ↗63       | Огнёв-Майданский сельсовет                   |
| 23 | Криуши           | село            | ↘323      | Чугуновский сельсовет                        |
| 24 | Крутцы           | деревня         | ↗17       | Огнёв-Майданский сельсовет                   |
| 25 | Кузьмияр         | посёлок         | ↘667      | Каменский сельсовет                          |
| 26 | Ледырь           | деревня         | ↘48       | Семьянский сельсовет                         |
| 27 | Липовка          | деревня         | ↘55       | Красногорский сельсовет                      |
| 28 | Лысая Гора       | посёлок         | ↘68       | Отарский сельсовет                           |
| 29 | Львово           | село            | ↘75       | Красногорский сельсовет                      |
| 30 | Михайловское     | село            | ↘1341     | Михайловский сельсовет                       |
| 31 | Надеждино        | деревня         | ↘52       | Чугуновский сельсовет                        |
| 32 | Нефедиха         | посёлок         | ↘7        | Семьянский сельсовет                         |
| 33 | Николаевка       | деревня         | ↘36       | Красногорский сельсовет                      |
| 34 | Никольское       | деревня         | ↘37       | Семьянский сельсовет                         |
| 35 | Новая Жизнь      | посёлок         | ↘5        | Огнёв-Майданский сельсовет                   |
| 36 | Новинки          | посёлок         | ↘4        | Семьянский сельсовет                         |
| 37 | Огнёв-Майдан     | село            | ↘468      | Огнёв-Майданский сельсовет                   |
| 38 | Ольгино          | деревня         | ↘21       | Красногорский сельсовет                      |
| 39 | Осинки           | село            | ↘426      | Отарский сельсовет                           |
| 40 | Отары            | село            | ↘244      | Отарский сельсовет                           |
| 41 | Петровский       | посёлок         | ↗112      | Отарский сельсовет                           |
| 42 | Покровка         | деревня         | ↘3        | Огнёв-Майданский сельсовет                   |
| 43 | Покров-Майдан    | село            | ↘475      | Огнёв-Майданский сельсовет                   |
| 44 | Приволжский      | посёлок         | ↘19       | Фокинский сельсовет                          |
| 45 | Разнежье         | село            | ↘455      | Михайловский сельсовет                       |
| 46 | Сарайки          | деревня         | ↘43       | Красногорский сельсовет                      |
| 47 | Семьяны          | село            | ↘803      | Семьянский сельсовет                         |
| 48 | Сомовка          | село            | ↘590      | Фокинский сельсовет                          |
| 49 | Сосенки          | посёлок         | ↘24       | Отарский сельсовет                           |
| 50 | Староникольское  | деревня         | ↘13       | Семьянский сельсовет                         |
| 51 | Тришкино         | деревня         | ↘100      | Семьянский сельсовет                         |
| 52 | Фокино           | село            | ↘1218     | Фокинский сельсовет                          |
| 53 | Хмелёвка         | слобода         | →36       | рабочий посёлок Васильсурск                  |
| 54 | Чугуны           | село            | ↘314      | Чугуновский сельсовет                        |
| 55 | Шереметьево      | посёлок         | ↘61       | Отарский сельсовет                           |
| 56 | Шокино           | село            | ↘63       | Семьянский сельсовет                         |
| 57 | Южный            | посёлок         | ↘180      | Чугуновский сельсовет                        |
| 58 | Юрты             | посёлок         | ↘0        | Огнёв-Майданский сельсовет                   |

## Экономика
Промышленность
Промышленность района представлена предприятиями спиртзавод «Чугуновский», воротынский маслосырзавод, ПО «Воротынский хлеб», михайловский лесхоз, Воротынский филиал НОПО. Наибольший удельный вес по объёму выпускаемой продукции в общем объёме промышленного производства района имеет Спиртзавод «Чугуновский» — 66 %.
Сельское хозяйство
Сельское хозяйство района представлено 15 крупными предприятиями различной организационно-правовой формы, а также крестьянско-фермерскими и личными подсобными хозяйствами. Растениеводство представлено в основном выращиванием зерна и многолетних трав на кормовые цели (пшеница, ячмень, овёс, горох, клевер, люцерна, тимофеевка). Имеются два элитносеменоводческих хозяйства — «Семьянское» и колхоз «Белавский».
В животноводстве основным направлением является производство молочной продукции.

## Люди, связанные с районом
- Атласкин, Авенир Алексеевич — Герой Социалистического Труда, агроном.
- Гришанов Сергей Петрович — генерал-майор, военком Воронежской области[источник не указан 1050 дней]
- Кучинев, Владимир Георгиевич — полковник, командир дивизии.
- Малов, Михаил Семёнович — Герой Советского Союза.
- Массонов, Николай Павлович — Герой Советского Союза.
- Морозов, Василий Фёдорович — Герой Советского Союза.
- Петров, Семён Иванович — Герой Советского Союза.
- Просвирнов, Михаил Алексеевич — Герой Советского Союза.
- Прохоров, Василий Иванович — генерал-майор, командир дивизии.
- Перфилов, Александр Константинович — заслуженный артист РСФСР, артист Горьковского академического театра им. А. С. Пушкина. Один из главных «басов» театра. Уроженец села Фокина.

### Родившиеся в Воротынском районе
- Овсянников, Лев Васильевич — академик Академии наук СССР, академик РАН
- Петровский, Мемнон Петрович — член-корреспондент Санкт-Петербургской академии наук
- Камнев Евгений Федорович — академик Международной академии связи[источник не указан 1050 дней].